# Christine Istadová
Christine Istadová (nepřechýleně Christine Istad; * 8. dubna 1963 ve Švédsku) je norská vizuální umělkyně, známá svými multimediálními díly, kde se fotografie a video promítají současně.

## Životopis
Je dcerou grafika Larse Christiana Istada a sestrou sochaře Pedera Istada, vyrostla v Molde a žije v Haslumu. Studovala na Manger Folkehøgskule (1981–1982), na umělecké škole Strykejernet v Oslu (1982–1983), na Parsons School of Design v New Yorku (1983–1984) a na reklamní škole Westerdals School of Communication v Oslu (1985–1987), a od roku 1999 organizuje národní i mezinárodní výstavy. Kromě multimediálního umění kombinuje také s hudbou, včetně trubky a hlasu Arve Henriksena.
Po několika studijních cestách do Japonska se stala festivalovou umělkyní na Moldejazz 2008. Měla šest výstavních projektů v Henie Onstad Art Centre, včetně Elevator 2005, 505050 venkovní projekt 2008, Frozen Landscape 2008, Lost Garden 2012, Travelling SUN 2014-2015. Kube Art Museum v Ålesundu 2009. Její díla zakoupili mimo jiné nemocnice sv. Olava, ministerský úřad, Norges Bank, Univerzita Oslo, ministerstvo školství, Gjensidige Forsikring, magistrát Bærumu atd.

## Publikace
- Brødmat (Messel Forlag, 2002), s Tomem Victorem Gausdalem a Synøve Dreyerem
- Min reise til Hellas (Moje cesta do Hellas, Damm, 2004), s Kari Gjæver Pedersen a Gry Moursund
- Vikingkonger (Gyldendal, 2006), s Kari Gjæver Pedersen a Anne Britt Meese
- Hvordan komme til Nirvana uten å dø først (Jak se dostat do Nirvany, aniž byste předtím zemřeli, Arneberg Forlag / Cappelen Damm, 2018) s Kari Gjæver Pedersenem.